# Dumoga complexipalpis
Dumoga complexipalpis är en spindelart som beskrevs av Alfred Frank Millidge och Anthony Russell-Smith 1992. Dumoga complexipalpis ingår i släktet Dumoga och familjen täckvävarspindlar.
Artens utbredningsområde är Sulawesi. Inga underarter finns listade i Catalogue of Life.